# Gmina Malanów
Gmina Malanów je polská vesnická gmina v okrese Turek ve Velkopolském vojvodství. Sídlem gminy je ves Malanów. V roce 2010 zde žilo 6 481 obyvatel.
Gmina má rozlohu 107,17 km² a zabírá 11,53% rozlohy okresu. Skládá se ze 17 starostenství.

## Částí gminy

Poloha Gminy Malanów na mapě okresu Turek

StarostenstvíBibianna, Celestyny, Dziadowice, Dziadowice-Folwark, Feliksów, Grąbków, Kotwasice, Malanów, Miłaczew, Miłaczew Kolonia, Miłaczewek, Poroże, Rachowa, Skarżyn-Kolonia, Czachulec Stary, Targówka, Żdżenice.
Sídla bez statusu starostenstvíBrody, Miłaczewskie Młyny, Zygmuntówek